# Port lotniczy Huizhou
Port lotniczy Huizhou (IATA: HUZ, ICAO: ZGHZ) – port lotniczy położony w Huizhou, w prowincji Guangdong, w Chińskiej Republice Ludowej.

## Linie lotnicze i połączenia
| Linia Lotnicza          | Kierunek |
| ----------------------- | --- |
| Chang’an Airlines       | 1. Haikou 2. Xi’an |
| Air China               | 1. Pekin 2. Chengdu-Tianfu 3. Szanghaj-Pudong 4. Wuhan |
| China Eastern Airlines  | 1. Chengdu-Tianfu 2. Chongqing 3. Hefei 4. Ningbo 5. Qingdao 6. Wuhan |
| China Southern Airlines | 1. Wuhan |
| China United Airlines   | 1. Pekin-Daxing 2. Chengdu-Tianfu 3. Shijiazhuang |
| Chongqing Airlines      | 1. Pekin-Daxing 2. Changde 3. Chongqing 4. Kunming 5. Mang 6. Nanchong 7. Wuhan |
| GX Airlines             | 1. Fuyang 2. Yichang |
| Juneyao Airlines        | 1. Changchun 2. Changsha 3. Chengdu-Tianfu 4. Guiyang 5. Haikou 6. Hangzhou 7. Harbin 8. Hefei 9. Hohhot 10. Kunming 11. Lanzhou 12. Nankin 13. Szanghaj-Pudong 14. Wuhan 15. Wuxi 16. Xi’an 17. Zhengzhou |
| Kunming Airlines        | 1. Kunming |
| Okay Airways            | 1. Changsha |
| Shenzhen Airlines       | 1. Hefei 2. Nankin 3. Shenyang 4. Wuhan 5. Wuxi 6. Xi’an 7. Zhengzhou |
| Sichuan Airlines        | 1. Chengdu-Tianfu |
| Tianjin Airlines        | 1. Haikou |
| Urumqi Air              | 1. Jinan 2. Zhanjiang |
| West Air                | 1. Chongqing |